# Ledipasvir
Ledipasvir es un medicamento que se emplea para el tratamiento de la hepatitis C.
El 10 de febrero de 2014 se completó la fase III de estudio, proceso previo a su comercialización. Fue desarrollado por la empresa Gilead Sciences.
En los ensayos clínicos se ha empleado asociado a sofosbuvir a dosis fijas para el tratamiento del genotipo 1 del virus de la hepatitis C, con resultados prometedores.
El mecanismo de acción de Ledipasvir es ser un inhibidor específico de la proteína NS5A. La combinación sufosbuvir/ledipasvir consiste en interferir la replicación del virus de la hepatitis C.
En octubre de 2014 el Ledipasvir es aprobado por la FDA para ser utilizado en combinación con Sofosbuvir bajo el nombre de Harvoni. Según el estado de los pacientes el tratamiento puede ser de 8, 12, o 24 semanas.